# Crocodilosa leucostigma
Crocodilosa leucostigma är en spindelart som först beskrevs av Simon 1885.  Crocodilosa leucostigma ingår i släktet Crocodilosa och familjen vargspindlar. Inga underarter finns listade i Catalogue of Life.